# Anden-Ozelotkatze
Die Anden-Ozelotkatze (Leopardus pardinoides), auch Nordwestliche Tigerkatze genannt, ist eine Art aus der Gattung der Pardelkatzen (Leopardus). Die Art wurde erst im Jahr 2024 als eigenständig erkannt, nachdem eine Wissenschaftlergruppe nachgewiesen hat, dass die Pardelkatzen der nördlichen Anden und Mittelamerikas sich morphologisch und in der Musterung des Fells von denen des Amazonasbeckens und der Caatinga unterscheiden. Das Verbreitungsgebiet von Leopardus pardinoides liegt in den Anden vom Nordwesten Argentiniens bis in den Westen von Venezuela, im venezolanischen Küstengebirge (Cordillera de la Costa), sowie in der Cordillera de Talamanca in Costa Rica und Westpanama.

## Merkmale

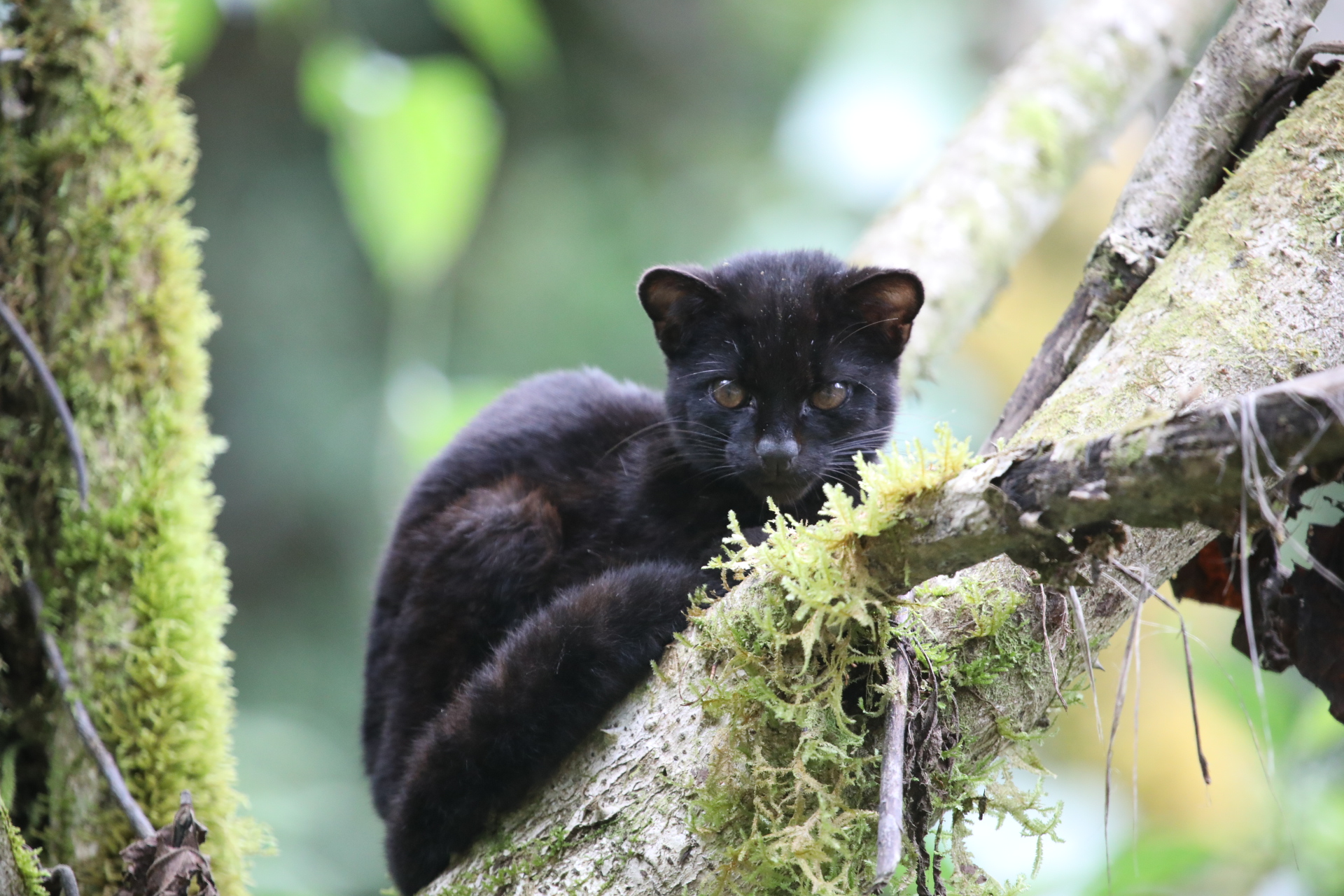
Melanistisches Exemplar in Costa Rica

Die Anden-Ozelotkatze ist eine kleine Katzenart mit einer Kopf-Rumpf-Länge von 41 bis 54 Zentimeter, einem 24,5 bis 34 Zentimeter langen Schwanz und einem Gewicht von 1,8 bis 3,4 kg. Die Ohren sind 3 bis 4,5 Zentimeter hoch. Äußerlich ähnelt sie der Südlichen Tigerkatze (Leopardus guttulus) und der Langschwanzkatze (Leopardus wiedii) und unterscheidet sich recht deutlich von der Tigerkatze (Leopardus tigrinus), zu der sie eigentlich gehören sollte. Wie bei der Langschwanzkatze ist der Schwanz buschig und lang. Auch der Kopf ähnelt dem der Langschwanzkatze, die Haare haben jedoch eine andere Ausrichtung und das Profil ist unterschiedlich. Die Augen wirken proportional größer als bei anderen Tigerkatzen, sind nicht so groß wie bei der Langschwanzkatze. Die abgerundeten Ohren sind verhältnismäßig klein. Das Fell ist in Anpassung an die relativ kühlen Temperaturen in ihrem Lebensraum dicht und seidig und weicher als das Fell anderer Tigerkatzen. Das Fellmuster besteht aus unregelmäßig geformten, mittelgroßen Rosetten, die manchmal zu schrägen Bändern zusammenlaufen, ähnlich beim Ozelot (Leopardus pardalis). Die Grundfärbung des Fells ist rötlich-gelb, orange-gelb oder grau-gelb. Der Bauch ist weiß oder sehr hell weiß-grau. Melanismus tritt häufig auf. Im Unterschied zur Nördlichen und Südlichen Tigerkatze hat das Weibchen der Anden-Ozelotkatze nur ein Zitzenpaar. Anden-Ozelotkatzen sind ausgezeichnete Kletterer und können sich über kurze Strecken auch mit dem Rücken nach unten hängend fortbewegen. Sie haben jedoch nicht die Fähigkeit, das Sprunggelenk zu drehen, wie dies bei der Langschwanzkatze der Fall ist.

## Lebensraum
Die Anden-Ozelotkatze kommt auf Höhen von über 1500 Metern in den Nebelwäldern des südlichen Mittelamerikas und der Anden vor.
Die meisten Exemplare leben in Höhen von 2000 bis 3000 Metern in einem subtropischen bis gemäßigten Klima mit milden Temperaturen (mittlere Jahrestemperatur 14,5 °C) und sehr ergiebigen Niederschlägen in dichten Wäldern mit einer Baumkronenhöhe von durchschnittlich 20 Metern. In der Regel fehlt im Lebensraum der Anden-Ozelotkatze der Ozelot oder er ist sehr selten.

## Systematik
Die Anden-Ozelotkatze wurde 1867 durch den britischen Zoologen John Edward Gray als Felis pardinoides erstmals wissenschaftlich beschrieben. 1903 beschrieb Oldfield Thomas eine in Costa Rica vorkommende Katze als Felis oncilla. In den zoologischen Nachschlagewerken Mammal Species of the World und Handbook of the Mammals of the World werden beide als Unterarten der Tigerkatze (Leopardus tigrinus) geführt. 2013 fand eine Gruppe brasilianischer Wissenschaftler, dass sich die mitochondriale DNA der mittelamerikanischen Unterart der Tigerkatze stark von der mtDNA der Tigerkatzen aus Brasilien unterscheidet. Die Untersuchung von über 1400 in Museen hinterlegten Fellen und Präparaten verschiedener Tigerkatzen und von Fotos von Wildkameras zeigte schließlich, dass beide Formen konspezifisch sind und sich deutlich von der Tigerkatze unterscheiden. Da Felis pardinoides vor Felis oncilla beschrieben wurde, ist Leopardus pardinoides gemäß der taxonomischen Prioritätsregel der gültige wissenschaftliche Name der neu beschriebenen Katzenart.